# Gáster

Diagrama de una hormiga obrera (pinchar en la imagen para agrandar).

El gáster es la porción bulbosa posterior del metasoma presente en las especies de himenópteros Apocrita (las abejas, avispas y hormigas). Este comienza con el segmento abdominal III en la mayoría de las hormigas, pero algunas tienen un post peciolo constituido por el segmento III, en cuyo caso el gaster comienza con el segmento abdominal IV.